# Diospyros foxworthyi
Diospyros foxworthyi är en tvåhjärtbladig växtart som beskrevs av Bakh. Diospyros foxworthyi ingår i släktet Diospyros och familjen Ebenaceae. Inga underarter finns listade i Catalogue of Life.